# Frida Baranek
Frida Lidia Baranek (ur. 1961 w Rio de Janeiro) – brazylijska rzeźbiarka, graficzka, architekt i artysta plastyk.

## Życiorys
W 1983 ukończyła studia na Wydziale Architektury Uniwersytetu Santa Ursula w Rio de Janeiro i wyjechała kontynuować naukę do Stanów Zjednoczonych. Od 1982 przez dwa lata uczęszczała na lekcje rzeźby do João Carlosa Goldberga i Tunga (wł. Jose de Barros Carvahlo e Mello). Od 1984 rozpoczęła studia podyplomowe na Wydziale Rzeźby Parsons School of Design w Nowym Jorku. W 1990 na krótko zamieszkała w Paryżu, następnie w Berlinie a od 2002 w Nowym Jorku i Londynie.
Jej rodzina pochodzi z Polski.

## Twórczość
Jej pierwsze prace z końca lat 80. XX wieku były rzeźbami tworzonymi z włókien stalowych i kamieni, obecnie jest znana z tworzenia mebli i brył przestrzennych, do konstrukcji, których używa części samolotów, rur i splecionych przewodów. W inne wkomponowuje blachę lub części metalowe różnego pochodzenia.

## Najważniejsze wystawy
- 1985 Petite Galerie, Rio de Janeiro
- 1988 Galeria Sergio Millet, Rio de Janeiro
- 1990 Gabinete de Arte Raquel Arnaud, São Paulo
- 1993 Stux Gallery, Nowy Jork
- 1996 Gabinete de Arte Raquel Arnaud, São Paulo
- 1999 La Maison du Bresil, Bruksela
- 2001 Gabinete de Arte Raquel Arnaud, São Paulo
- 2004 HAP Galeria, Rio de Janeiro
- 2006 Frida Baranek - Lavish Pause / Lange Pause - Galerie im Traklhaus, Salzburg